# US Thionville Lusitanos
Die Union Sportive Thionville Lusitanos ist ein französischer Fußballverein aus der lothringischen Stadt Thionville (dt. Diedenhofen).

## Geschichte
Am 3. Mai 2021 fusionierte der FC Thionville mit seinem Stadtrivalen Thionville AS Portugais Saint-François zur US Thionville Lusitanos. Die erste Spielzeit verbrachte der Verein in der sechstklassigen Régional 1 Homiris und schaffte unter Trainer Julien François den Durchmarsch bis in die viertklassige National 2, wo man in der Saison 2024/25 als Aufsteiger den 4. Platz belegte.
In der Coupe de France 2023/24 erreichte der Verein als damaliger Fünftligist die 5. Runde des Wettbewerbs und unterlag dort dem Erstligisten Olympique Marseille knapp mit 0:1.

## Bekannte Spieler
- Michael Omosanya (2024–2025)
- Samed Kılıç (2025–lfd.)